# WTA-toernooi van Bakoe
Het WTA-toernooi van Bakoe was een jaarlijks terugkerend tennistoernooi voor vrouwen dat georganiseerd werd in de Azerbeidzjanse hoofdstad Bakoe. De officiële naam van het toernooi was Baku Cup.
De WTA organiseerde het toernooi in de categorie "International" en het werd gespeeld op hardcourt in de open lucht. De eerste editie van het toernooi vond plaats in 2011.
Na een voorafgaand kwalificatietoernooi (waar uit een veld van 16 à 32 kwalificantes vier tot acht speelsters tot het hoofdtoernooi worden toegelaten), werd door 32 deelneemsters gestreden om de titel in het enkelspel, en door 16 koppels om de dubbelspeltitel.

## Meervoudig winnaressen enkelspel
| Speelster       | Aantal titels | In de jaren |
| --------------- | ------------- | ----------- |
| Elina Svitolina | 2             | 2013, 2014  |

## Enkel- en dubbelspeltitel in één jaar
| Speelster           | In het jaar |
| ------------------- | ----------- |
| Margarita Gasparjan | 2015        |

## Finales

### Enkelspel
| Datum      | Naam     | Cat.          | ($)     | Ondergrond        | Winnares            | Verliezend finaliste | Uitslag       |         |
| ---------- | -------- | ------------- | ------- | ----------------- | ------------------- | -------------------- | ------------- | ------- |
| 2011-07-18 | Baku Cup | International | 220.000 | hardcourt, buiten | Vera Zvonarjova     | Ksenija Pervak       | 6-1, 6-4      | details |
| 2012-07-23 | Baku Cup | International | 220.000 | hardcourt, buiten | Bojana Jovanovski   | Julia Cohen          | 6-3, 6-1      | details |
| 2013-07-22 | Baku Cup | International | 235.000 | hardcourt, buiten | Elina Svitolina     | Shahar Peer          | 6-4, 6-4      | details |
| 2014-07-21 | Baku Cup | International | 250.000 | hardcourt, buiten | Elina Svitolina     | Bojana Jovanovski    | 6-1, 7-6      | details |
| 2015-07-27 | Baku Cup | International | 250.000 | hardcourt, buiten | Margarita Gasparjan | Patricia Maria Țig   | 6-3, 5-7, 6-0 | details |

### Dubbelspel
| Datum      | Naam     | Cat.          | ($)     | Ondergrond        | Winnaressen                           | Verliezend finalistes               | Uitslag          |         |
| ---------- | -------- | ------------- | ------- | ----------------- | ------------------------------------- | ----------------------------------- | ---------------- | ------- |
| 2011-07-18 | Baku Cup | International | 220.000 | hardcourt, buiten | Marija Koryttseva Tatjana Poetsjek    | Monica Niculescu Galina Voskobojeva | 6-3, 2-6, [10-8] | details |
| 2012-07-23 | Baku Cup | International | 220.000 | hardcourt, buiten | Iryna Boerjatsjok Valerija Solovjeva  | Eva Birnerová Alberta Brianti       | 6-3, 6-2         | details |
| 2013-07-22 | Baku Cup | International | 235.000 | hardcourt, buiten | Iryna Boerjatsjok Oksana Kalasjnikova | Eléni Daniilídou Aleksandra Krunić  | 4-6, 7-6, [10-4] | details |
| 2014-07-21 | Baku Cup | International | 250.000 | hardcourt, buiten | Aleksandra Panova Heather Watson      | Raluca Olaru Shahar Peer            | 6-2, 7-6         | details |
| 2015-07-27 | Baku Cup | International | 250.000 | hardcourt, buiten | Margarita Gasparjan Aleksandra Panova | Vitalia Djatsjenko Olha Savtsjoek   | 6-3, 7-5         | details |

2011 · 2012 · 2013 · 2014 · 2015
ITF-toernooien (mannen en vrouwen)

ATP-toernooien (mannen) – ATP-seizoen 2025

WTA-toernooien (vrouwen) – WTA-seizoen 2025

Voormalige toernooien mannen
Voormalige toernooien vrouwen
Voormalige amateurtoernooien